# اجتماع شباير

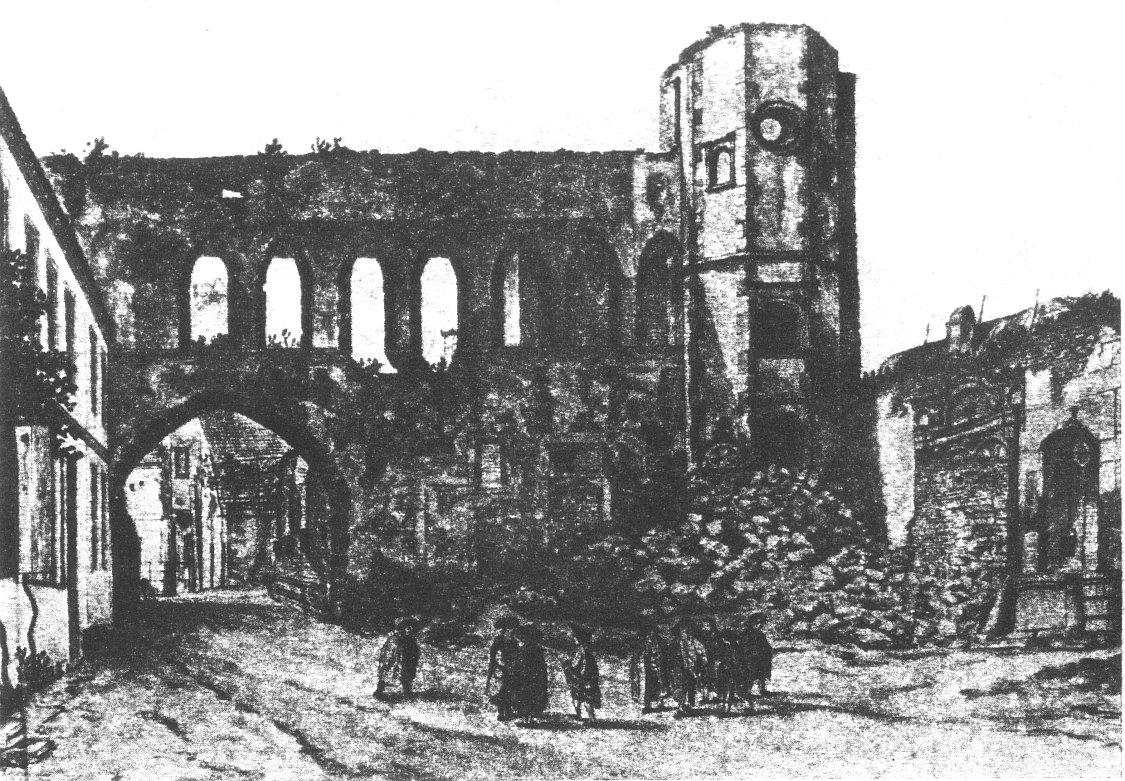

يشير مصطلح مجلس شباير أو اجتماع شباير إلى جلسات اجتماعات في الإمبراطورية الرومانية المقدسة المنعقدة في مدينة شباير الإمبراطورية الحرة (الواقعة حاليًا في ألمانيا)، والتي عُقدت فيها خمسون اجتماعاً بين عامي 838 و1570، عُقدت أشهر الجلسات في عامي 1526 و1529 بسبب الخلاف الديني، وأيضا يعتبر اجتماع في مارس 1146 الذي عُقد في المدينة من أهمها بحيث ألقى فيها الراهب الشهير برنارد الكليرفوي عظة مؤثرة دعا فيها المسيحيين إلى حملة صليبية جديدة وخاصة بعد سقوط كونتية الرها على يد عماد الدين زنكي، بحيث ألهمت هذه العظة ملك ألمانيا كونراد الثالث في الانضمام إلى الحملة الصليبية الثانية.
وتتمتع اثنتان من هذه الاجتماعات بأهمية خاصة لأنها مرتبطة بالإصلاح البروتستانتي، ففي اجتماع عام 1526 اعتمدت الولايات الألمانية سياسات التسامح تجاه عقائد مارتن لوثر، ولكنها أبقت على الحظر في بقية البلاد، وفي عام 1529 اجتمع الأمراء بدعوة من الإمبراطور شارلكان الذي ألغى التسامح مما أدت إلى احتجاج على المبادرات الجديدة للإمبراطور (والبابا) - ومن هنا صاغ المصطلح الجديد بروتستانتية - ضد الكنيسة الكاثوليكية وإصلاحها المضاد.
"البروتستانتية"؛ أصبح هذا اللقب اسمًا ليس فقط لأتباع مارتن لوثر، بل لجميع التيارات المهرطقة في تلك الفترة، وقد أدت هذه الأحداث إلى شرخ لا يمكن إصلاحه في وحدة المسيحيين في ألمانيا.

## الاجتماعات بين 1526 حتى 1570
بين عامي 1526 و1570، عُقدت عدة اجتماعات في مدينة، وخاصة بعد اجتماع فورمس في 1521، لعبت دورًا محوريًا في تشكيل المسار السياسي والديني للإمبراطورية خلال مع صعود الإصلاح البروتستانتي.

### اجتماع الأولفي 1526
انعقد مجلس شباير الأول عام 1526 بعد الإصلاح البروتستانتي، غاب الإمبراطور شارلكان عن الاجتماع ولكنه كلف شقيقه فرديناند بترأسه وذلك بسبب انشغالاته بحربه مع الفرنسيين، جاء الاجتماع في ظل تصاعد حركة الإصلاح البروتستانتي وصعوبة تطبيق مرسوم فورمس الذي كان أدان مارتن لوثر وأتباعه بشدة، بحيث استغل الأمراء البروتستانت بإعلان عن إيمانهم منهم يوهان ناخب ساكسونيا وفيليب الأول لاندغراف هسن، الخلاف بين الإمبراطور والبابا وإلى جانب تهديد الغزو العثماني، نحو المطالبة بالمزيد من التسامح الديني، قرر المجلس بدعم فرديناند أن "تلتزم كل ولاية بما تراه صائبًا أمام الله بخصوص العقيدة حتى انعقاد مجمع عام لحسم مسألة"، ما شكّل هدنة مؤقتة وأتاح للبروتستانت فرصة للتمدد والتأثير.
استغل الأمراء البروتستانت هذا القرار لتأسيس كنائس إقليمية منفصلة، مؤكّدين سيادتهم على شؤون الدين داخل مناطقهم، ما كان خطوة نحو فصل الكنيسة عن الإمبراطورية، خلال هذه الفترة نشأت تحالفات دينية وسياسية بين أمراء البروتستانت وأبرزها عصبة تورجاو، ولكن لم تخلُ الأوضاع هذه من صراعات سياسية إلا أن الحظر بموجب مرسوم فورمس ما زال مطبقاً، ومع ذلك لم يوقع الإمبراطور شارلكان على مرسوم شباير ولم يعارضه حتى، خُدع فيليب الشهم الهسني لاحقاً بوثيقة مزوّرة أوهمته بوجود تحالف كاثوليكي لإبادة البروتستانتية، فشكّل تحالفًا مضادًا مع الأمراء واستعد للحرب، إلا أن تم اكتُشاف التزوير لاحقًا بفضل تدخل مصلحي فيتنبرغ، وعلى رأسهم لوثر وميلانكتون، مما أدى تصرّفه المتهور إلى إحراج البروتستانت ووضعهم في موضع المعتدين.

### اجتماع الثانيفي 1529
عُقد مجلس شباير الثاني عام 1529 وسط تصاعد التهديد العثماني الذين كانت جيوشه تسير قدماً في المجر قبل أن يحاصروا فيينا في وقت لاحق من هذا العام، وأيضا بسبب التوترات الدينية المتزايدة داخل الإمبراطورية الرومانية المقدسة، افتُتح البرلمان في 15 مارس، وحضره كبار الشخصيات الكاثوليكية، بالإضافة إلى عدد من الأمراء وممثلي المدن الإمبراطورية الذين كانوا يميلون إلى إصلاحات لوثر وزوينكلي، سعت القوى الكاثوليكية الرومانية الصاعدة، ولا سيما في ضوء انتصارات شارلكان الأخيرة ضد الفرنسيين في إيطاليا إلى عكس سياسة التسامح الديني المُعتمدة عام 1526.
لم يحضر الإمبراطور الاجتماع هذه مرة أيضا، أرسل تعليمات إلى مفوضه الأرشيدوق فرديناند نحو إتباع نهج تصالحي، لكن نصيحته لم تصل إلى أخيه في الوقت المناسب، بدلاً من ذلك أقر فرديناند اقتراحاته الأقل تصالحية باسم شقيقه الإمبراطور منذ بداية المجلس، وأدان الطرق التي فسر بها من الأمراء إبطال القرار الصادر في شباير عام 1526، وحرمهم صراحةً من حق اختيار الإصلاحات الدينية التي ستُطبق في ولاياتهم، وأُمر باتباع الكاثوليكية في جميع ولايات الإمبراطورية الرومانية المقدسة، إذ أدان عمليًا (دون إبطال) هذه البدع المُحدثة، ومنع تحت طائلة حظر الإمبراطوري، أي إصلاحات أخرى حتى انعقاد المجلس الذي وعد الإمبراطور والبابا بعقده في العام التالي، فلذا كان من المقرر تنفيذ مرسوم فورمس دون انتظار انعقاد المجلس العام، "لذلك يجب وقف جميع البدع الدينية واستعادة سلطة الأساقفة"، واستُبعد أتباع زوينكليين والمعمدانيون حتى من التسامح، وكان من المقرر معاقبة هؤلاء بالموت.

#### الاحتجاج

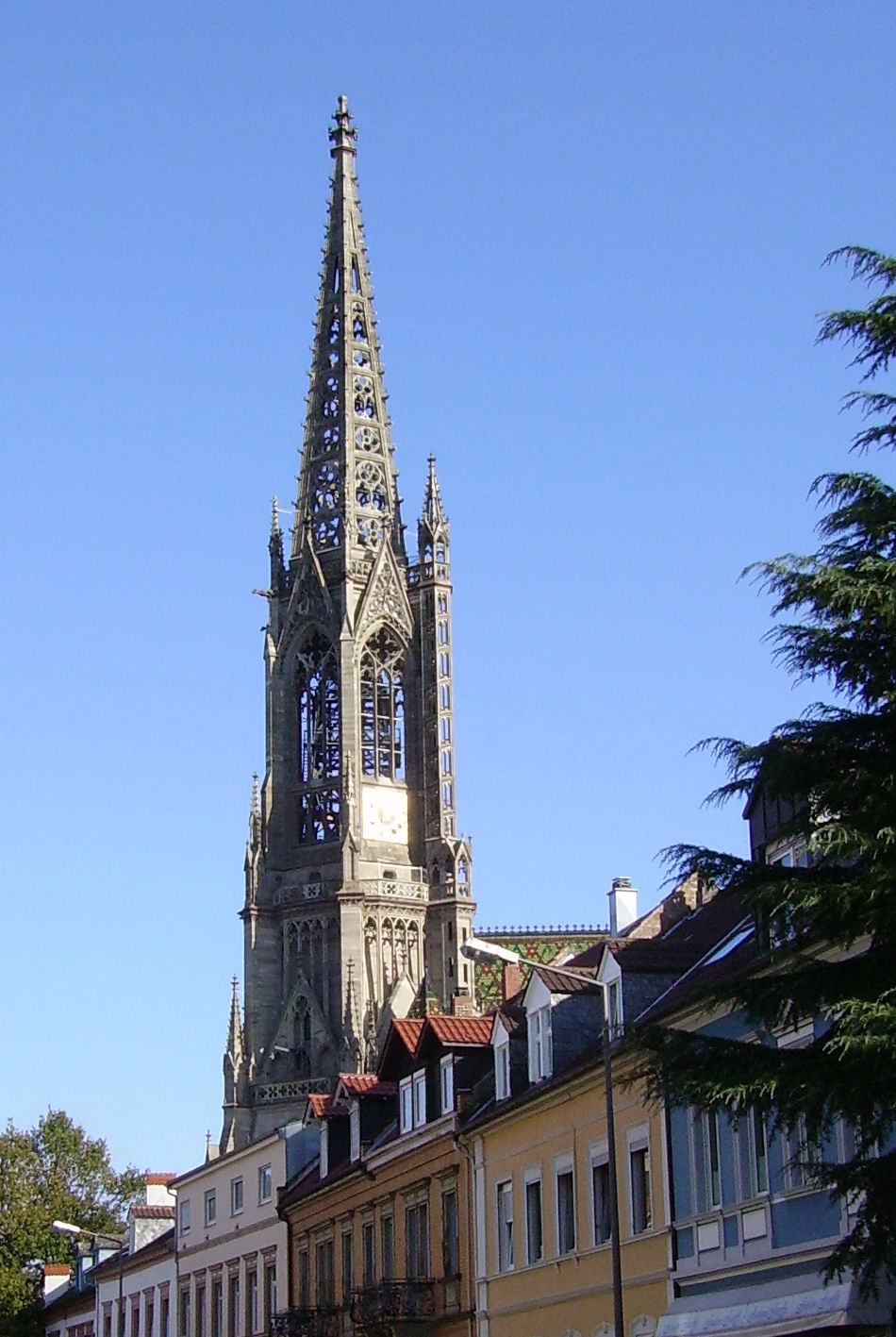
كنيسة القداس، بنيت في 1904 بشباير لتخليد ذكرى احتجاج.

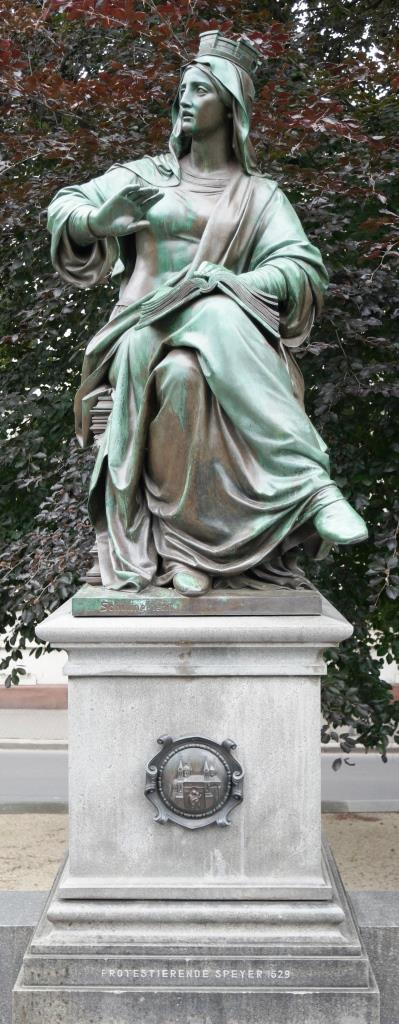
نصب يمثل الاحتجاج كجزء من نصب لوثر في فورمس.

في 25 أبريل 1529 قدّم أعضاء المجلس اللوثريون انطلاقًا من انطباعٍ راسخ بأن حظر أي إصلاحٍ مستقبلي يعني نهاية الحركة برمتها، احتجاجًا قانونيًا عن بأسماء أنفسهم ورعاياهم وجميع المسيحيين، احتجوا على جميع إجراءات هذا القرار التي رأوها مناقضةً لكلمة الله ولضمائرهم، ولقرار الاجتماع الأول، وذلك باستئناف قرار الأغلبية أمام الإمبراطور، أو أمام مجلسٍ عام أو ألماني، أو أمام قضاة مسيحيين محايدين.
تم توقيع الوثيقة من قبل يوهان ناخب ساكسونيا وغيورغ مارغريف براندنبورغ-أنسباخ ودوقان إرنست وشقيقه فرانتس من براونشفايغ-لونبورغ، وفيليب الشهم لاندغراف هسن والأمير فولفغانغ من أنهالت ، وممثلي أربع عشرة مدينة إمبراطورية بما في ذلك ستراسبورغ وسانت غال من الطائفة الزوينكلية وأيضا آوغسبورغ وأولم وكونستانس، كانوا مصممين على الدفاع عن أنفسهم ضد أي عمل من أعمال العنف، كان شعارهم هو شعار الناخب يوهان الثابت: "كلمة الله باقية إلى الأبد"، بحيث أدى احتجاج شباير إلى انقسام لم يكن بالإمكان حله، قدّم اللوثريون "احتجاجًا " يُصنّف فيه أنفسهم بـ "بروتستانت"، وقد أدى هذا الفعل إلى ظهور مصطلح "البروتستانتية" - الذي لا تزال يُستخدم حتى اليوم كاسمٍ لهذه الحركة الدينية.

### الاجتماع الثالثفي 1542
انعقد مجلس شباير الثالث في 9 فبراير 1541 برئاسة فرديناند الأول الذي أصبح الآن ملك ألمانيا وبمبادرة من الإمبراطور شارلكان، بهدف حشد الدعم ضد التهديد العثماني، سعى الإمبراطور لكسب تأييد الأمراء الناخبون اللوثريين وخصوصًا الذين أصبحوا أعضاء في رابطة شمالكالدي (تحالف عسكري، تأسس في 1531)؛ إلا أنهم طالبوا بالاعتراف الرسمي بمكانتهم، وأيضا رفض هؤلاء تقديم الدعم ما لم يتجاهل شارلكان أحكام معاهدة نورمبرغ لعام 1532، وفي النهاية نص مرسوم 11 أبريل 1542 على تسوية مؤقتة تضمنت تنازلات للبروتستانت مقابل الدعم العسكري، حضر الكاردينال موروني الاجتماع باعتباره ممثل عن البابا، في محاولة لدعم الموقف الكاثوليكي.

### الاجتماع الرابعفي 1544
انعقد الاجتماع الرابع في 20 فبراير 1544، حيث دعا فيه الإمبراطور شارلكان لأنه أراد خوض حرب ضد فرنسا، والتي أقر بأنها تتطلب دعم الأمراء اللوثريين الكثير منهم أعضاء في الرابطة شمالكالدي، وقد حصل على دعمهم بمنحهم تنازلات والتخلي تمامًا تقريبًا عن موقفه الكاثوليكي، متجاهلًا رغبات البابا بولس الثالث، قد قُرر في هذا الاجتماع عدم اتخاذ أي إجراء رسمي ضد اللوثريين حتى انعقاد مجلس حر.
وفي 23 مايو، أبرم الإمبراطور معاهدة مع كريستيان الثالث ملك الدنمارك والنرويج وذلك لإعفاء السفن الهولندية من الرسوم أثناء مرورها في قنوات البلطيق، مقابل اعترافه بشرعية حكمه وعدم دعم منافسه الذي هو صهره، حددت هذه المعاهدة سياسة كريستيان الخارجية التي حافظت على السلام في الدنمارك وابتعدت عن صراعات البروتستانت والكاثوليك في ألمانيا لسنوات عديدة.
وبموجب "امتياز شباير اليهودي الأعظم"، أكد الإمبراطور على حماية يهود شباير وجدد امتيازاتهم.

### الاجتماع الخامسفي 1570

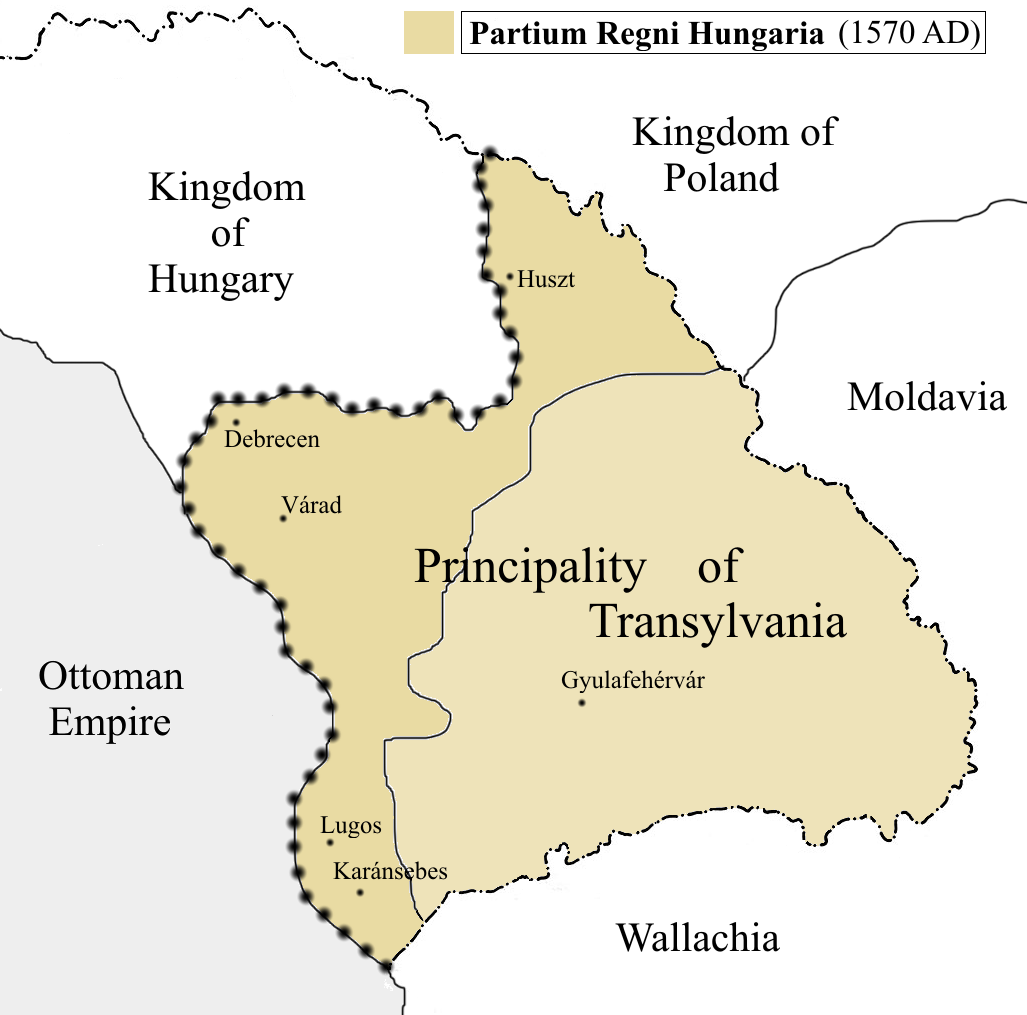
أراضي يوحنا الثاني سيجسموند في 1570.

انعقد الاجتماع الخامس عام 1570، بحيث اعتبر أخر اجتماع الإمبراطوري ينعقد في المدينة تقريباً، قرر المجلس السماح باستخدام الآلات الطباعة فقط في المدن الإمبراطورية الحرة، والمقرات، ومدن الجامعية، كإجراء لفرض رقابة أشد خلال الصراع ضد انتشار الإصلاح البروتستانتي.
وكما قرر الاجتماع إعادة جزء من الأراضي المصادرة من الناخب يوهان فريدرش الثاني الساكسوني إلى أبنائه يوهان كازيمير (الذي استلم منطقة كوبورغ) ويوهان إرنست (الذي استلم منطقة أيسناخ).
وأيضا اتفق المجلس على صياغة معاهدة شباير في 16 أغسطس 1570 التي تنازل فيها الملك يوحنا الثاني سيجموند زابوليا عن ملكه للمجر لصالح الإمبراطور ماكسيميليان الثاني، وأصبح بذلك يوحنا أمير ترانسيلفانيا.
وكان حكم المجلس ضروريًا أيضًا لاعتماد مرسوم العملة الإمبراطوري في أوغسبورغ لعام 1566.